# Brangwyn Hall
Brangwyn Hall (wal. Neuadd Brangwyn) – sala koncertowa znajdująca się w walijskim mieście Swansea. Nazwana na cześć malarza i grafika Franka Brangwyna. Wchodzi w skład kompleksu Swansea Guildhall.

## Opis obiektu
Konkurs architektoniczny na budowę kompleksu ogłoszono w 1929, a gotową halę otwarto 23 października 1934 w obecności księcia Kentu, Jerzego. W 1937 salę odwiedził król Jerzy VI wraz z żoną – królową Elżbietą.
Budynek modernistyczny, jego wyposażenie reprezentuje styl art déco. 
Ściany hali zdobi 16 tzw. paneli Brangwyna (ang. The Brangwyn panels). W 1933, przed zawieszeniem w Swansea, pokazano je na wystawie w londyńskiej hali Olympia. Są to obrazy przedstawiające florę, faunę i kulturę posiadłości Imperium brytyjskiego.
Za sceną znajdują się tzw. Organy Willisa, wzniesione przez warsztat Henry Willis & Sons w 1921. Pierwotnie znajdowały się w kinie Elite Picture Theatre w Nottingham. Zamówienie złożono w sierpniu 1934, po pozytywnej opinii Waltera Alcocka, organisty katedry w Swansea. Instrument zainstalowano jeszcze przed otwarciem kompleksu w październiku 1934. Organy posiadają 4 manuały i 3500 piszczałek.

## Galeria

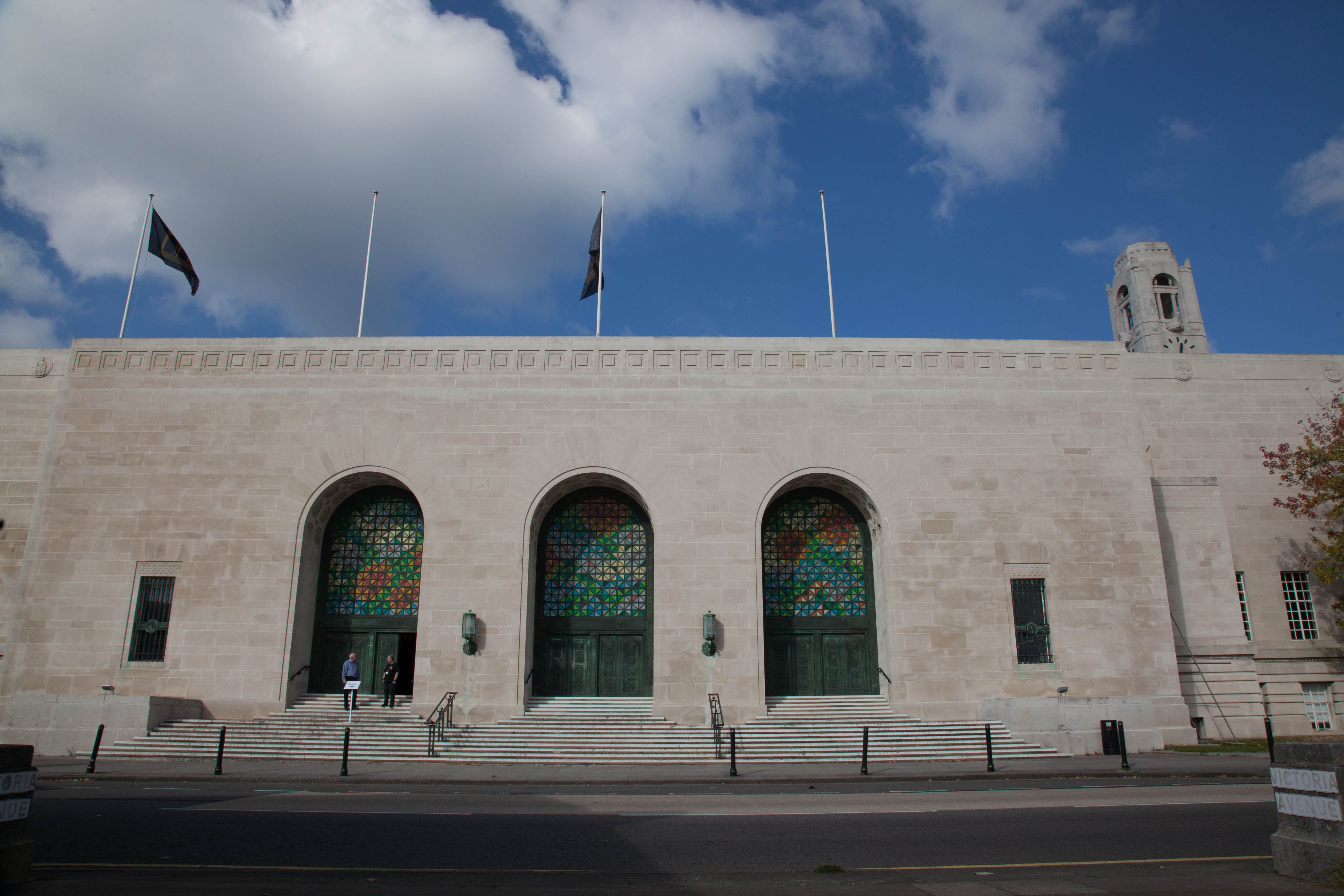
Wejście do hali
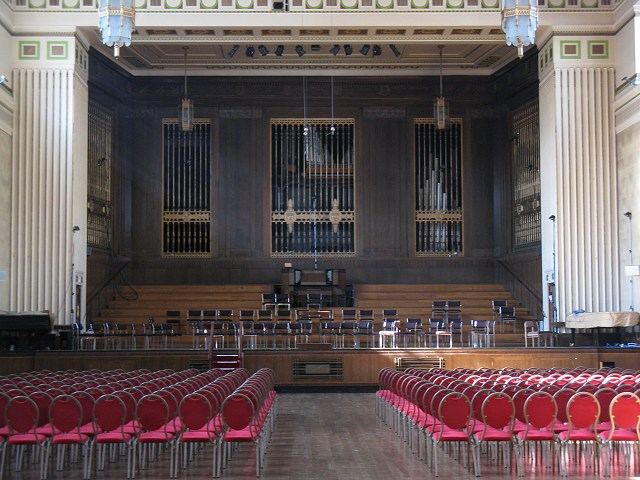
Wnętrze
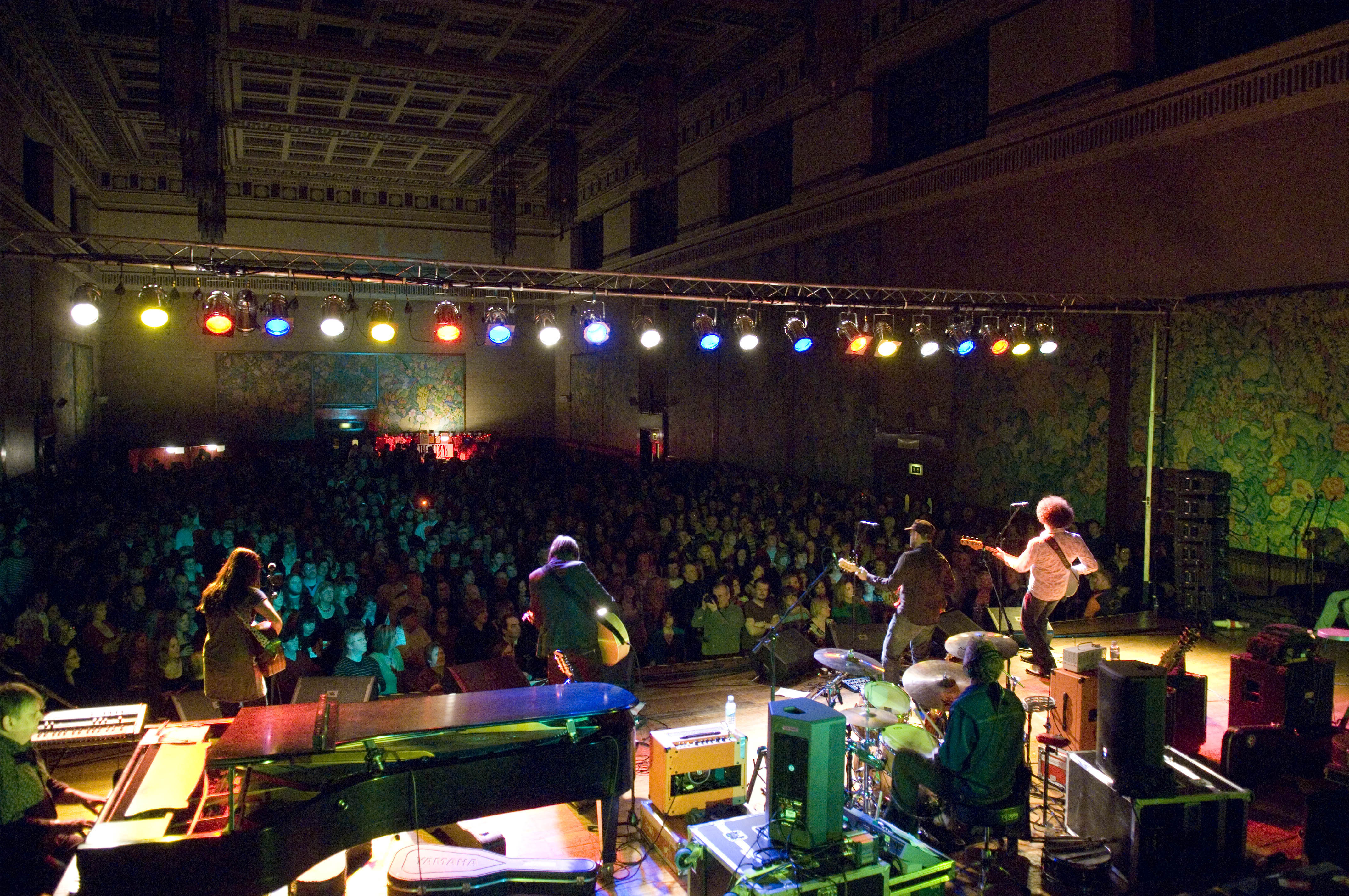
Koncert zespołu The Storys w hali